# Néstor Kirchner
Néstor Carlos Kirchner Ostoić (Río Gallegos, 25 febbraio 1950 – El Calafate, 27 ottobre 2010) è stato un politico argentino, dal 25 maggio 2003 al 10 dicembre 2007 presidente dell'Argentina.
Succeduto a Eduardo Duhalde che completò il mandato dell'ex presidente radicale Fernando de la Rúa, dimessosi a seguito della crisi economica del 2001. Formalmente Kirchner iniziò il suo mandato prima della fine del quadriennio precedente. Pur essendo molto popolare decise di non ricandidarsi alla presidenza, lasciando spazio alla sua consorte Cristina Fernández de Kirchner. Successivamente si trasformò nel primo primer caballero nella storia dell'Argentina.
Prima della presidenza argentina è stato sindaco di Río Gallegos (1987-1991) e governatore della provincia di Santa Cruz dal 1991 al 2003.
Dopo aver lasciato la presidenza è stato sino alla morte il leader del Fronte per la Vittoria e segretario generale dell'Unasur.

## Biografia: note familiari
Kirchner nacque a Rio Gallegos, capitale della provincia patagonica di Santa Cruz. Suo padre, un ufficiale postale, è originario della Svizzera; sua madre, María Juana Ostoić, nata a Punta Arenas in Cile, è di origini croate. Realizzò i suoi studi primari e secondari in scuole pubbliche. Frequentò l'Istituto Nazionale "Republica de Guatemala". Contemporaneamente Kirchner aderì al movimento peronista come membro della Juventud Peronista, un gruppo di terzieristi opposto al governo militare. Kirchner studiò legge all'Università Nazionale di La Plata, ottenendo la laurea di avvocato nel 1976. In questa occasione incontrò Cristina Fernández divenuta molto presto sua moglie e compagna di lavoro e di lotta politica. Nel 1976, a seguito del golpe dei militari, Kirchner e la moglie si trasferirono a Rio Gallegos dove aprirono uno studio legale. Nel 1986 ottenne la candidatura a sindaco della sua città per il Partito Giustizialista. Nel 1991 è stato eletto governatore di Santa Cruz.

## Carriera politica

### Governatore della provincia di Santa Cruz
Quando Kirchner assunse la carica di governatore, la provincia aveva un grosso deficit commerciale di circa 1,2 miliardi di dollari. Nei suoi dieci anni di governo, non solo il deficit venne risanato, ma le finanze della provincia si ritrovarono in attivo. Nel 1994 Kirchner modificò la costituzione provinciale che gli permise la possibilità di rielezione infinita. Partecipò alla commissione che modificò la Costituzione Argentina. Nel 1995 fu rieletto con oltre i due terzi dei voti. A partire da quel momento, si allontanò da Carlos Menem e fondò una corrente di centro-sinistra chiamata "Corriente Peronista". Kirchner nel 1999 sostenne Eduardo Duhalde come candidato a presidente del PJ.

### Elezioni presidenziali del 2003
La situazione dopo la presidenza del radicale di centro Fernando de la Rúa, fu disastrosa per il PJ. Il partito si spaccò in quanto vari leader aspiravano alla presidenza, tra cui lo stesso Kirchner. Il 24 gennaio del 2003 la direzione centrale del PJ sospese le elezioni interne per permettere ai diversi aspiranti (Kirchner, Adolfo Rodríguez Saá e Carlos Menem) di presentarsi con proprie liste alle elezioni di aprile. Kirchner partì in posizione svantaggiata, secondo i sondaggi era dietro gli altri peronisti e l'ex ministro Lopez Murphy (candidato delle forze conservatrici). La popolarità del governatore di Santa Cruz incominciò ad aumentare quando presentò un programma di profilo socialdemocratico e progressista, criticando le fallimentari strategie liberiste di de la Rúa e di Menem, ponendo l'accento sulla valorizzazione del lavoro, della giustizia, della produzione, dell'equità sociale, della salute e dell'educazione. Kirchner durante la campagna elettorale promise che se fosse stato eletto alla massima magistratura argentina avrebbe mantenuto il ministro dell'economia di Duhalde, Roberto Lavagna. Durante la campagna elettorale partecipò anche la moglie.
Nelle elezioni del 27 aprile 2003 il Frente para la Victoria di Kirchner, sinistra socialdemocratica peronista, ottenne il 22,2% dei voti contro il Frente por la Lealtad-Union de Centro Democratico di Menem, incarnante l'anima di destra del peronismo. Dato che nessun candidato ottenne il 45% dei voti (necessario per l'elezione al primo turno), si doveva procedere al ballottaggio.
Gli altri candidati furono Lopez Murphy (centro-destra radicale) che ottenne il 16,3%, Rodríguez Saá (peronista riformista) con il 14,2%, Elisa Carrió (centro-sinistra radicale) con il 14,1%. Il candidato ufficiale dell'UCR, il secondo partito del paese, ottenne appena il 2,3%.
I sondaggi vedevano Kirchner in testa con il 60-70% dei voti. Per questo motivo Menem si ritirò dalla corsa alla presidenza, condizionando Kirchner che risultò eletto presidente con la più bassa percentuale di voti.

### Presidenza dell'Argentina

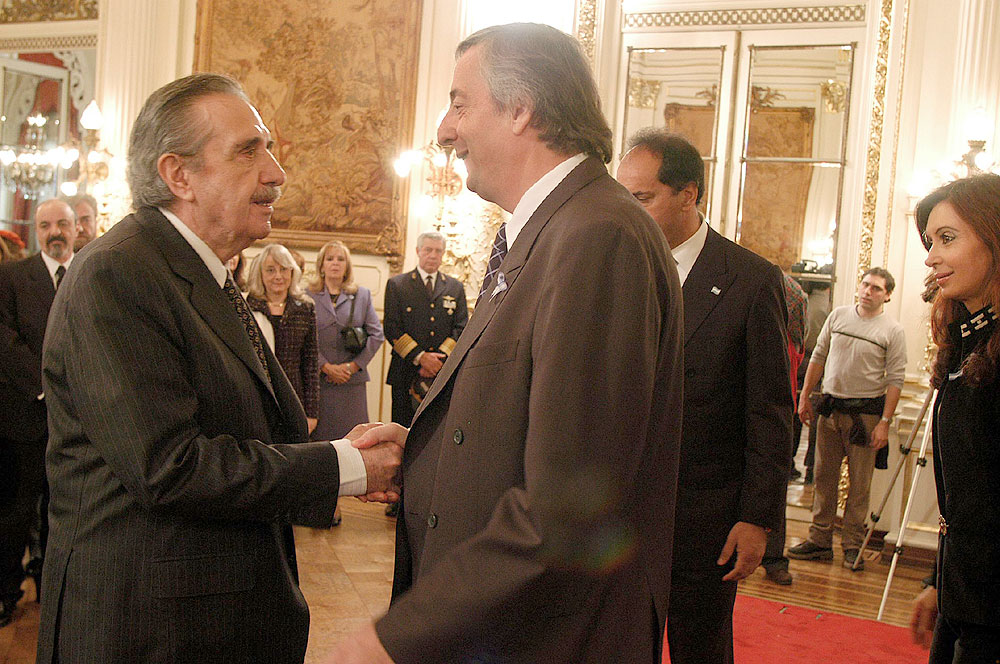
Con l'ex presidente Raúl Ricardo Alfonsín, 2004.

Kirchner assunse la presidenza il 25 maggio del 2003. Come aveva promesso in campagna elettorale, mantenne come ministro dell'economia Roberto Lavagna. Durante il suo governo il PIL cresceva con ritmi pari alla Cina con punte del 10%. Gli indici di povertà e di disoccupazione calarono notevolmente. Durante la presidenza il rapporto tra Argentina e Fondo Monetario Internazionale fu pessimo. Nel novembre del 2006 le riserve internazionali del paese superarono i 30 miliardi di dollari, la disoccupazione scese al 7,35% e la povertà si mantenne a un 11,38%. Kirchner ha promosso la difesa dei diritti umani, denunciando i crimini commessi durante il periodo della dittatura militare.

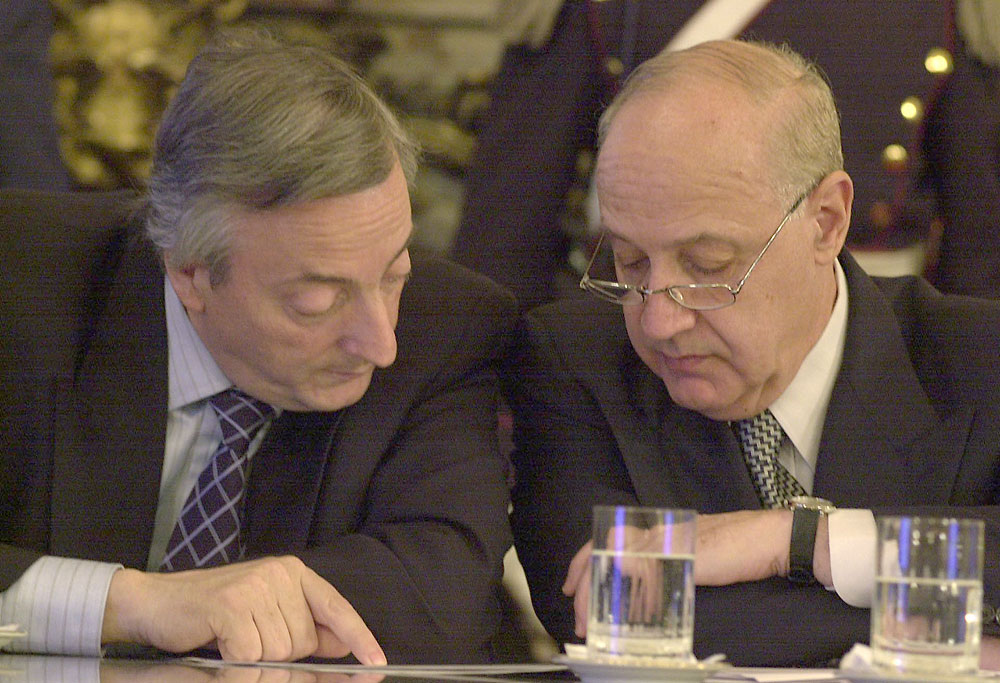
Néstor Kirchner con il ministro dell'economia Roberto Lavagna.

A livello internazionale Kirchner si allineò con altri mandatari di sinistra latinoamericani quali Lula (Brasile), Chavez (Venezuela), Bachelet (Cile), Vazquez (Uruguay), Correa (Ecuador) e Castro (Cuba), che per la prima volta hanno dato vita a un progetto di sviluppo economico e sociale indipendente dalle tradizionali potenze. Kirchner è stato un feroce critico della politica estera di Bush, anche se condivise la lotta al terrorismo. Durante il Vertice delle Americhe del 2005 assieme al Brasile, Venezuela e Paraguay rifiutò il trattato di libero scambio proposto dagli USA. Nel 2006 nacque un conflitto diplomatico con l'Uruguay riguardo alla costruzione di una gigantesca cartiera sul fiume Uruguay, proposta da Tabaré Vázquez; nel 2010 la Corte internazionale di giustizia decretò che l'Uruguay violò il trattato riguardante il fiume Uruguay (Statuto del Rio Uruguay), dando così ragione al governo argentino. Il 25 maggio del 2006 portò avanti le cause delle madri di Plaza de Mayo.
Nelle elezioni di quell'anno non si presentò alla presidenza lasciando spazio alla moglie Cristina Kirchner.

### Attività dopo la presidenza
Néstor Kirchner nel 2007 è diventato segretario del Partito Giustizialista proponendo l'ingresso del partito nell'Internazionale Socialista. Nel mese di marzo del 2009 il suo movimento politico ha proposto la sua candidatura a deputato per la provincia di Buenos Aires al fine di appoggiare la moglie, Presidentessa della Repubblica, e di incentivare lo sviluppo di tale provincia.
In occasione delle elezioni parlamentari del 2009 Kirchner si è candidato come capolista alla Camera della coalizione Fronte per la Vittoria-Partito Giustizialista per la Provincia di Buenos Aires. Risultò eletto ma la sua coalizione ottenne il secondo posto dietro la coalizione di centro-destra.
Kirchner era considerato un possibile candidato alle elezioni presidenziali del 2011 in cui la presidente Cristina Fernández si sarebbe potuta non ripresentare.

## Morte

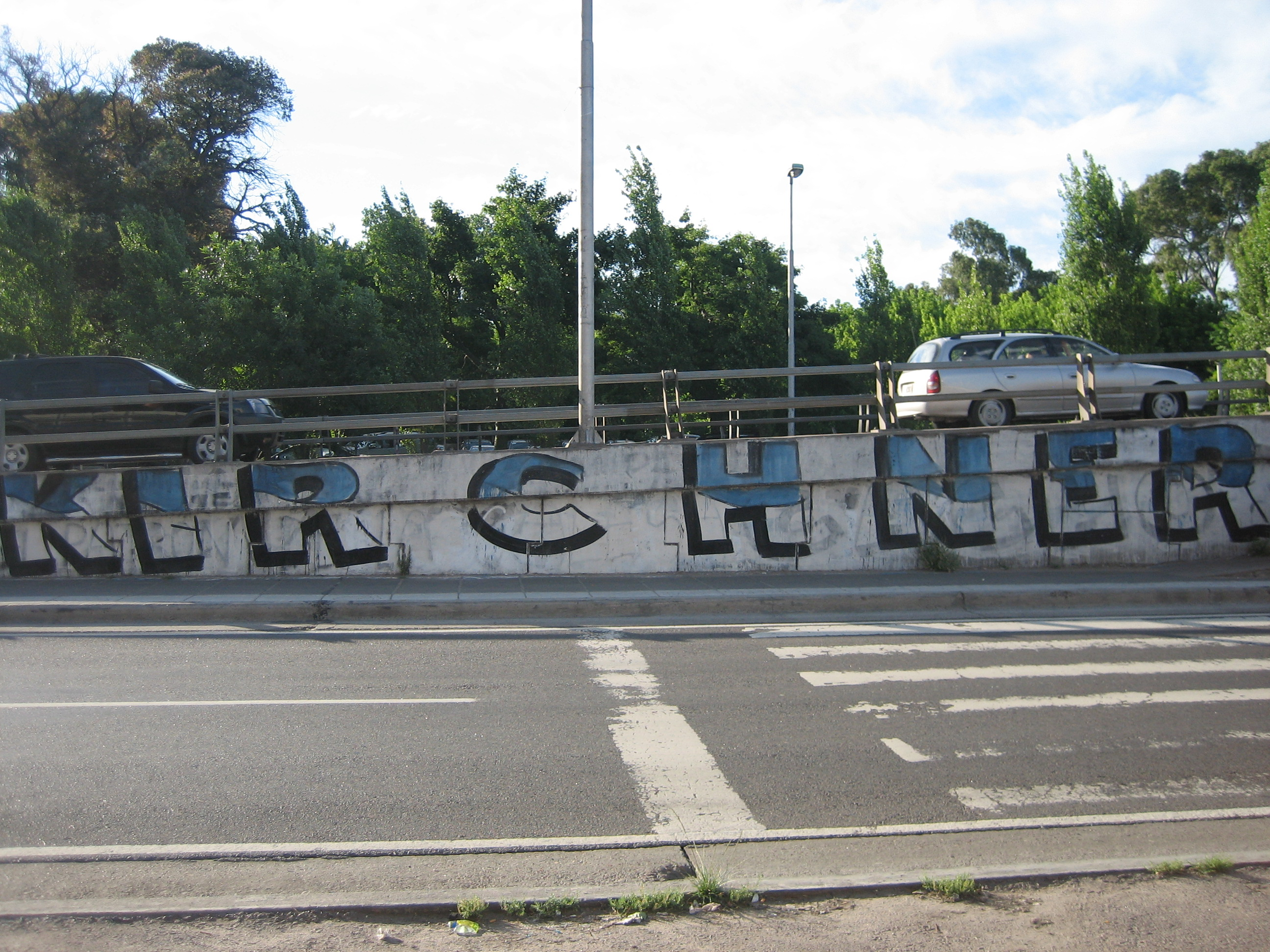
Murale per Nestor Kirchner a Buenos Aires

Morì il 27 ottobre 2010 a El Calafate all'età di 60 anni, a causa di un infarto cardiaco. Sulle strade di Buenos Aires e di Río Gallegos si riversarono decine di migliaia di persone. In vari paesi, oltre a quello argentino, tra cui Brasile, Venezuela, Cile, Perù, Ecuador, Guyana, Bolivia, Suriname, Colombia, Paraguay e Uruguay vennero proclamati tre giorni di lutto nazionale.